# Дексхайм
Дексхайм (нем. Dexheim) — община в Германии, в земле Рейнланд-Пфальц. 
Входит в состав района Майнц-Бинген. Подчиняется управлению Нирштайн-Оппенхайм.  Население составляет 1579 человек (на 31 декабря 2010 года). Занимает площадь 5,69 км².